# Хілла Ліманн
Хілла Ліманн (англ. Hilla Limann; 12 грудня 1934 — 23 січня 1998) — ганський політичний діяч, президент країни у 1979–1981 роках. Глава так званої Третьої республіки, в результаті військового перевороту 31 грудня 1981 року був усунутий від влади капітаном Джеррі Ролінгсом.

## Життєпис
Народився 12 грудня 1934 року у віддаленому селищі Гвелло (на півночі колонії Золотий Берег) у родині селянина-коваля Йому Бабіні та Мма Хайава. Хілла виховувався своїм дядьком Хелі Ліманном й під час вступу до початкової школи отримав його прізвище.

### Шкільний учитель
У 1941–1945 роках Ліманн навчався у місцевій початковій школі, а у 1946–1949 — у державній середній школі у Тамале (Північна область). 1952 року там же закінчив педагогічний коледж і до 1957 працював учителем. У 1952–1955 роках також був членом окружної муніципальної ради Тлуму. 1954 року виступив як незалежний кандидат на виборах до Законодавчих зборів колонії, але зазнав поразки.

### Навчання за кордоном
1957 року, коли Гана здобула незалежність, Хілла Ліманн виїхав на навчання до Європи, де вступив до Лондонської школи економіки, де вивчав політологію. Після завершення навчання 1960 року отримав диплом бакалавра у галузі економіки та вступив до Сорбонни у Франції, де 1962 отримав диплом у галузі французької. З того року навчався одночасно у Сорбонні, де 1965 року отримав ступінь доктора філософії, політичних наук і конституційного права, та у Лондонському університеті, де 1964 року отримав диплом за фахом «історія».

### У міністерстві закордонних справ
1965 року Хілла Ліманн повернувся до Гани й очолив європейський відділ міністерства закордонних справ (його дядько Імору Егала очолював МЗС у 1960–1961), яке тоді очолив Алекс Квейсон-Секкі. Після усунення військовиками першого президента Гани Кваме Нкруми, якому Квейсон-Секкі одразу ж зрадив, Ліманн залишився на службі та 1967 року став членом Конституційної комісії урядової Ради національного визволення (комісією керував Едвард Акуфо-Аддо). 1968 Ліманн виїхав на роботу за кордон, де до 1971 року очолював канцелярію та був офіційним секретарем місії Гани у Ломе (Того). У 1971–1975 роках працював консультантом постійної місії Гани у Женеві (Швейцарія). У червні 1975 року його відкликали до Гани, де він отримав пост голови європейського відділу МЗС. Також він очолював американський відділ та відділ Південно-Східної Азії.

### Прихід до політики
На батьківщині Ліманн був практично невідомим, однак на початку 1979 року, коли військовий режим зняв обмеження на політичну діяльність, непомітний співробітник міністерства закордонних справ несподівано висунувся на перші позиції в національній політиці. У січні 1979 він брав участь у створенні Національної народної партії, а коли влада не допустила до участі у виборах реального лідера ННП, його дядька Імору Егала, очолив партію. Потім Ліманн разом із майбутнім віце-президентом Джозефом де Графт-Джонсоном був висунутий кандидатом від партії на пост президента Гани. На загальних виборах 18 червня 1979 року вийшов на перше місце за кількістю голосів, випередивши більш відомих Віктора Овусу та Вільяна Офорі-Атту та ставши головним претендентом у другому турі президентських виборів.
Хілла Ліманн переміг Віктора Овусу 9 липня 1979 року, набравши 62% голосів виборців та вступив на посаду президента Гани 24 вересня.

### Президент Гани
Отримавши владу з рук Революційної ради Збройних сил на чолі з лейтенантом Джеррі Ролінгсом, Ліманн очолив Третю республіку та став єдиним вихідцем із півночі країни на посту президента. При владі опинився цивільний уряд і парламент, обрані на багатопартійній основі.
У травні 1980 року на з'їзді ННП Ліманна було проголошено лідером партії. Однак боротьба за владу всередині партії, що загострилась, та її практичний розвал, економічна й фінансова криза та тотальна корупція призвели до падіння Третьої республіки вже за два роки й три місяці після її заснування. 31 грудня 1981 року Джеррі Ролінгс знову захопив владу в країні, усунувши Ліманна від влади.

### Зарубіжні поїздки
- Нігерія — березень, квітень і грудень 1980;
- Сьєрра-Леоне — березень та червень 1980;
- Того, Берег Слонової Кістки, Гвінея, Ліберія та Верхня Вольта — березень-квітень 1980;
- Нігер — травень 1980;
- Бенін — травень та грудень 1980[6].
- Сенегал і Гамбія — лютий 1981;
- Малі — березень 1981;
- Велика Британія, Румунія та Югославія — травень 1981;,
- Швейцарія та Індія — жовтень 1981;
- Нігерія — грудень 1981[7].

### Останні роки
Після усунення від влади, арешту й подальшого звільнення Хілла Ліманн жив приватним життям і лише на початку 1990-их років невдало спробував повернутись до політики. Він брав участь у президентських виборах 3 листопада 1992 року, але здобув лише 6,7% голосів виборців, опинившись на третьому місці.
Помер 23 січня 1998 року в Аккрі.

## Родина
Був одружений з жінкою на ім'я Фалера, мав вісьмох дітей.